# Krevetka kroužková
Krevetka kroužková je druh krevety vyskytující se ve Východním Himálaji.

## Anatomie
Zabarvení tohoto druhu je celkově tmavé, základní barvou jsou odstíny hnědé. Především starší jedinci mají tmavé zbarvení. Samičky mají klepítka červeně proužkovaná, samci pak celá tmavočervená. Mladší krevetky jsou světlejší, ale zbarvení klepet je stejné. Samice je robustnější a celkově větší než samec.
Krunýř krevetka pravidelně svléká, neroste totiž souběžně s tělem. Těsně po výměně krunýře jsou krevetky velmi zranitelné a vyhledávají úkryt před predátory.